# Rhinolophus paradoxolophus
Rhinolophus paradoxolophus är en fladdermusart som först beskrevs av René Léon Bourret 1951.  Rhinolophus paradoxolophus ingår i släktet Rhinolophus och familjen hästskonäsor. IUCN kategoriserar arten globalt som livskraftig. Inga underarter finns listade i Catalogue of Life.
Arten förekommer i sydöstra Asien från sydöstra Kina till Thailand, Laos och norra Vietnam i syd. Denna fladdermus hittades bland annat i mera torra barrskogar. Några individer upptäcktes vilande i en kalkstensgrotta.
Denna fladdermus har i genomsnitt en 47m m lång kropp (huvud och bål) och en 24 mm lång svans. Underarmarna är 50 till 63 mm långa och bakfötterna är cirka 10 mm långa. Påfallande stor är de 26 till 39 mm långa och ungefär 21 mm breda öron. Liksom andra familjemedlemmar har Rhinolophus paradoxolophus hudflikar på näsan (bladet). Arten liknar Rhinolophus rex i utseende som har en brunaktig päls.
Frekvensen av lätet som används för ekolokaliseringen är med 22 till 43 kHz ganska låg.